# Гайслер
Гайслер (англ. Heisler) — село в Канаді, у провінції Альберта, у складі муніципального району Флегстафф.

## Населення
За даними перепису 2016 року, село нараховувало 160 осіб, показавши зростання на 6,0%, порівняно з 2011-м роком. Середня густина населення становила 250,8 осіб/км².
З офіційних мов обидвома одночасно володіли 5 жителів, тільки англійською — 155. Усього 5 осіб вважали рідною мовою не одну з офіційних.
Працездатне населення становило 45 осіб (45% усього населення), рівень безробіття — 0% (0% серед чоловіків та 0% серед жінок). 77,8% осіб були найманими працівниками, а 33,3% — самозайнятими.
Середній дохід на особу становив $12 013 (медіана $12 002), при цьому для чоловіків — $12 013, а для жінок $12 013 (медіани — $12 002 та $12 002 відповідно).
45% мешканців мали закінчену шкільну освіту, не мали закінченої шкільної освіти — 25%, 30% мали післяшкільну освіту.
| Статево-вікова структура населення | Статево-вікова структура населення | Статево-вікова структура населення | Статево-вікова структура населення | Статево-вікова структура населення |
| ---------------------------------- | ---------------------------------- | ---------------------------------- | ---------------------------------- | ---------------------------------- |
|                                    |                                    |                                    |                                    |                                    |
| Всього                             | Всього                             | 51,6%48,4%                         |                                    |                                    |
| 0 — 14 років                       | 0 — 14 років                       |                                    | 10%                                | 10%                                |
| 15 — 64 років                      | 15 — 64 років                      |                                    | 60%                                | 60%                                |
| 65 і більше                        | 65 і більше                        |                                    | 30%                                | 30%                                |
| 85 і більше                        | 85 і більше                        |                                    | 6,7%                               | 6,7%                               |
| Середній вік (років)               | Середній вік (років)               | 49,251,5                           | 50,3                               | 50,3                               |
| Медіана (років)                    | Медіана (років)                    | 54,457,0                           | 55,2                               | 55,2                               |
| — чоловіки — жінки                 |                                    |                                    |                                    |                                    |

| Походження мешканців:     | Походження мешканців:     | Походження мешканців: | Походження мешканців: | Походження мешканців: |
| ------------------------- | ------------------------- | --------------------- | --------------------- | --------------------- |
| Походження                |                           |                       | осіб                  | %                     |
| Корінні американці        | Корінні американці        |                       | 0                     | 0%                    |
| Інше північноамериканське | Інше північноамериканське |                       | 10                    | 10%                   |
| Європейське               | Європейське               |                       | 90                    | 90%                   |
| британське                | британське                |                       | 30                    | 30%                   |
| українське                | українське                |                       | 10                    | 10%                   |

| Зайнятість населення за галузями (за класифікацією NOC): | Зайнятість населення за галузями (за класифікацією NOC): | Зайнятість населення за галузями (за класифікацією NOC): | Зайнятість населення за галузями (за класифікацією NOC): | Зайнятість населення за галузями (за класифікацією NOC): |
| -------------------------------------------------------- | -------------------------------------------------------- | -------------------------------------------------------- | -------------------------------------------------------- | -------------------------------------------------------- |
|                                                          |                                                          |                                                          |                                                          |                                                          |
| Управління                                               | Управління                                               |                                                          | 40%                                                      | 40%                                                      |
| Гуртова торгівля, транспорт та обладнання                | Гуртова торгівля, транспорт та обладнання                |                                                          | 30%                                                      | 30%                                                      |

## Клімат
Середня річна температура становить 2,7°C, середня максимальна – 21,5°C, а середня мінімальна – -20°C. Середня річна кількість опадів – 422 мм.
| Клімат поселення                              | Клімат поселення | Клімат поселення | Клімат поселення | Клімат поселення | Клімат поселення | Клімат поселення | Клімат поселення | Клімат поселення | Клімат поселення | Клімат поселення | Клімат поселення | Клімат поселення | Клімат поселення |
| Показник                                      | Січ.             | Лют.             | Бер.             | Квіт.            | Трав.            | Черв.            | Лип.             | Серп.            | Вер.             | Жовт.            | Лист.            | Груд.            |                  |
| Середній максимум, °C                         | −6,91            | −3,43            | 1,83             | 10,80            | 17,07            | 21,31            | 21,50            | 20,88            | 15,56            | 9,58             | −0,24            | −6,68            |                  |
| Середня температура, °C                       | −13,47           | −10              | −4,73            | 4,20             | 10,50            | 14,73            | 16,62            | 16,01            | 10,70            | 4,70             | −5,1             | −11,55           |                  |
| Середній мінімум, °C                          | −20,04           | −16,57           | −11,29           | −2,35            | 3,90             | 8,18             | 11,77            | 11,14            | 5,81             | −0,15            | −9,97            | −16,41           |                  |
| Норма опадів, мм                              | 19               | 12               | 17               | 24               | 43               | 78               | 79               | 60               | 40               | 17               | 17               | 16               |                  |
| Середньомісячна швидкість вітру, м/с          | 3.60             | 3.50             | 3.70             | 3.90             | 4.00             | 3.70             | 3.40             | 3.20             | 3.40             | 3.60             | 3.74             | 3.70             |                  |
| Середньомісячна сонячна радіація, кДж/м²·день | 3788             | 7366             | 12541            | 17481            | 20667            | 22118            | 22649            | 18955            | 12994            | 7830             | 3979             | 2801             |                  |
| --------------------------------------------- | ---------------- | ---------------- | ---------------- | ---------------- | ---------------- | ---------------- | ---------------- | ---------------- | ---------------- | ---------------- | ---------------- | ---------------- | ---------------- |
| Джерело:                                      |                  |                  |                  |                  |                  |                  |                  |                  |                  |                  |                  |                  |                  |